# Иван Рогволодович
Иван Рогволодович (умер после 1140) — князь из полоцкой ветви династии Рюриковичей, сын князя Рогволода-Бориса Всеславича. Упоминается в Ипатьевской летописи.

## Биография
Согласно Ипатьевской, а также Воскресенской летописям и Московскому своду, был в числе князей, которые были сосланы Мстиславом Великим в 1130 году в Византию по итогам "суда русских князей. Там он упоминается в списке как сын Рогволода Всеславича вместе со своим братом Рогволодом Борисовичем — летописцы их назвали «Рогволодовичи», а это, по мнению учёных, подтверждает существование Рогволода-Бориса. Однако этот список некоторыми учёными ставится под сомнение.
О никаких уделах Ивана Рогволодовича неизвестно. Известно только, что в 1140 году он вместе с братом с разрешения великого князя Ярополка Владимировича вернулся из ссылки на Родину. Больше о нём никаких упоминаний нет, что может свидетельствовать о ранней смерти.